# Aserbajdsjan ved sommer-OL 2024
Aserbajdsjan deltog i sommer-OL 2024 i Paris, Frankrig, fra den 26. juli til den 11. august 2024.
Udøvere for Aserbajdsjan vandt totalt syv medaljer.

## Medaljer
| 2024 Paris   | Guld | Sølv | Bronze | Total |
| Aserbajdsjan | 2    | 2    | 3      | 7     |

### Medaljevinderne
| Aserbajdsjan under sommer-OL 2024 i Paris | Aserbajdsjan under sommer-OL 2024 i Paris | Aserbajdsjan under sommer-OL 2024 i Paris | Aserbajdsjan under sommer-OL 2024 i Paris | Aserbajdsjan under sommer-OL 2024 i Paris |
| Medalje                                   | Navn                                      | Sport                                     | Event                                     | Dato                                      |
| ----------------------------------------- | ----------------------------------------- | ----------------------------------------- | ----------------------------------------- | ----------------------------------------- |
| Guld                                      | Hidayat Heydarov                          | Judo                                      | Mændenes 73 kg                            | 29. juli                                  |
| Guld                                      | Zelym Kotsoiev                            | Judo                                      | Mændenes 100 kg                           | 1. august                                 |
| Sølv                                      | Gashim Magomedov                          | Taekwondo                                 | Mændenes 58 kg                            | 7. august                                 |
| Sølv                                      | Loren Alfonso                             | Boksning                                  | Mændenes 92 kg-klassen                    | 9. august                                 |
| Bronze                                    | Hasrat Jafarov                            | Brydning                                  | Men's Greco-Roman 67 kg                   | 8. august                                 |
| Bronze                                    | Giorgi Meshvildishvili                    | Brydning                                  | Men's freestyle 125 kg                    | 10. august                                |
| Bronze                                    | Magomedkhan Magomedov                     | Brydning                                  | Men's freestyle 97 kg                     | 11. august                                |